# Morebilus graytown
Morebilus graytown is een spinnensoort uit de familie Trochanteriidae. De soort komt voor in Zuid-Australië en Victoria.